# Xavier de Laval
Xavier Marie Henry Bernard de Lacoste de Laval, dit Xavier de Laval, né le 31 octobre 1931 à Paris et mort dans cette ville le 30 mars 2009, est un écrivain et historien français. Il est le fils d’Alain de Laval (1880-1945), officier de cavalerie et chef d’entreprise.

## Biographie
Issu d’une famille originaire de Nespouls, en Corrèze, Xavier de Laval passe son enfance entre les villes de Paris, Le Pouliguen et Limoges.
Diplômé de Sciences Po en 1952, il accomplit son service militaire et intègre le groupe Thomson en 1954 avant d’être mobilisé six mois comme sous-lieutenant en 1956 au début de la guerre d’Algérie. Il  accompagne le développement du groupe, et particulièrement celui de ses filiales Thomson CSF et Thomson SODETEG, jusqu’en 1988.
En 1959, il épouse Anne-Marie de Milleville (1933-2004), sœur de l’himalayiste René de Milleville (1921-2006), avec laquelle il a trois enfants.
À partir des années 1980, Xavier de Laval se consacre à l’écriture de romans historiques dans un style et un esprit inspirés du XVIIIe siècle.
Il est inhumé au cimetière du Montparnasse à Paris.

## Publications
- une biographie historique romancée de Madame Tallien en 1986 - Le Songe de Thermidor[4], Jean-Cyrille Godefroy 1986 - coll. J’ai Lu, 1988 et coll. Soline GF 1988
- une chronique du Congrès de Vienne en 1991  - Les Aigles du Danube[5], Albin Michel 1991 – Gallica, numérisation partielle - coll. Le Livre de poche, 1991
- une version romancée de la guerre de Troie en 1993  - Les Rivages de Troie[6],  Albin Michel 1993  – Gallica, numérisation partielle